# Geschichte der Stadt Sarstedt
Die Geschichte der Stadt Sarstedt in Niedersachsen umfasst die Entwicklungen von der Urgeschichte über die erste Besiedlung bis zur Gegenwart. Sarstedt hat seine Ursprünge in einer mittelalterlichen Siedlung.

## Name
Die wechselvolle Benennung der Stadt Sarstedt fiel bereits Jacob Grimm auf, der die zahlreichen Varianten des Stadtnamens als auffällig ansah. Für den Mitverfasser des Lexikographen Deutschen Wörterbuchs lagen die zahlreichen Abwandlungen des Namens in der Eigenart des Niederdeutschen begründet; denn auch in anderen niederdeutschen Ortsnamen mit anlautendem Buchstaben K im Laufe der Jahrhunderte durch verschiedene Zischlaute ersetzt (Assibilierung) und damit der Variantenreichtum verstärkt worden. Das „hildesheimische Städtchen Sarstedt“ trat für ihn jedoch auch aus dieser Gruppe von Ortsnamen in besonderer Weise hervor:

„Noch andere niederdeutsche ortsnamen weisen mit ihrem wechselnden S SC CH TZ SZ Z auf ursprüngliches K; so das hildesheimische städtchen Sarstedt, welches im chronicon bei Pertz 9, 861–865 Scherstede Tzerstede Cherstede Chyerstede, in Urkunden von 1252. 1349 bei Lüntzel s. 110. 222 Zerstede Zchiarstede Cserstede Tzerstide Tzarstede geschrieben und nach dem ein glossator des Sachsenspiegels Brand von Tzerstedt genannt ist; ich vermute, es hiesz anfänglich Carastad locus […]“

Die Entstehung und Herkunft des Namens der Stadt Sarstedt ist noch prägnanter in der Stadtgeschichte von Hans Wehling beschrieben. 1973 schreibt er:

„In der Zeit zwischen 300 und 800 n. Chr. entstanden die Orte mit der heutigen Endung -stedt. Zu ihnen ist Sarstedt zu zählen. Vermutlich sind die Orte durch Erweiterung des Siedlungslandes entstanden, und zwar schon in altsächsischer Zeit, also vor dem Einfall der Franken. Geht man auf die ersten Schriftformen dieses Namens zurück, kann man auf seine Bedeutung schließen. Wenn man die Schreibweisen Stardethe, Cerstede oder Tzerstede in Beziehung zu dem altdeutschen Wort scard bedeutet Sumpf setzt, lässt sich der Name als Siedlung am Sumpf deuten. Aus der Endung ,stede‘, vom noch älteren ,ithi‘ abgeleitet, kann man Siedlung entnehmen: ,stard ithi‘. Die Ergebnisse der Ortsnamenforschung sind bei der ungefähren Altersangabe richtungsweisend. Betrachtet man die Lage der ersten Ansiedlung am Nordrand des großen Sumpfgebietes, das vom Bruchgraben und Innerste gebildet wurde, ist die Namensdeutung durchaus zutreffend. Die Flurbezeichnung ,Altes Dorf‘, südlich der Hildesheimer Straße, deutet noch heute auf die erste Ansiedlung hin.“

Wehling gibt weitere Varianten des Sarstedter Ortsnamens: „Zerstede (1221), Schirstede (1225–1247), Tzerstede (1302), Cerstede (1367), Tzerstede (1434) und Cerstidde (1474)“.
Sarstedt wies im Laufe der Zeit verschiedene, kaum glaubhaft unterschiedliche Schreibweisen auf. In über 10 Jahrhunderten sind wiederholt Urkunden und Archivalien der Stadt verloren gegangen oder Zerstörung und Bränden zum Opfer gefallen. Dies ist eine Erklärung, weshalb sich unterschiedliche Schreibweisen des Stadtnamens auch in kürzeren Zeitabschnitten gehäuft haben.

## Urgeschichte und Prähistorie
Da über geraume Zeit in und um Sarstedt zahlreiche Ziegeleien in Betrieb waren, wurden in den dafür ausgehobenen Tongruben immer wieder Fossilien entdeckt. In der Tongrube Moorberg fand man beispielsweise Nanoplankton, hummerartige Krustentiere (Hoploparia dentata), sowie Seeschwämme (Achilleum morchella) aus dem in Sarstedt zu findenden Plänerkalk, der aus der Unterkreide stammt, einem Erdzeitalter, das 130–134 Millionen Jahre zurückliegt. Auf dem Gebiet des heutigen Sarstedt befand sich seinerzeit ein Meer, welches sich erst Millionen Jahre später nach Norden zurückgezogen hat.
Auch die Anwesenheit von Neandertalern auf dem Gebiet der heutigen Gemarkung Sarstedt konnte anhand von Knochenfunden nachgewiesen werden, darunter drei Schädel-Fragmente, wissenschaftlich beschrieben als die Fossilien Sarstedt I, Sarstedt II und Sarstedt III (gefunden im Leinetal im November 1997 sowie im Januar und Oktober 1999 in einer Schliekumer Kiesgrube von dem hannoverschen Hobbyarchäologen Karl-Werner Frangenberg). Eine genaue Altersbestimmung dieser Funde ist bislang nicht gelungen, anhand von anderen Fossilien und von Steinwerkzeugen wurde jedoch geschätzt, dass die Neandertalerfunde nicht wesentlich älter als rund 100.000 Jahre sind.
Erste dauerhafte Besiedlungen durch den anatomisch modernen Menschen (Homo sapiens) fanden in der Gegend in und um Sarstedt nachweislich vor etwa 7000 Jahren statt. Für die Jungsteinzeit wurde Bandkeramik und damit eine Phase bäuerlicher Kulturen ohne Metallverarbeitung sowohl für Sarstedt, als auch in den Nachbargemeinden Barnten, Jeinsen und Algermissen archäologisch nachgewiesen.

## Mittelalter

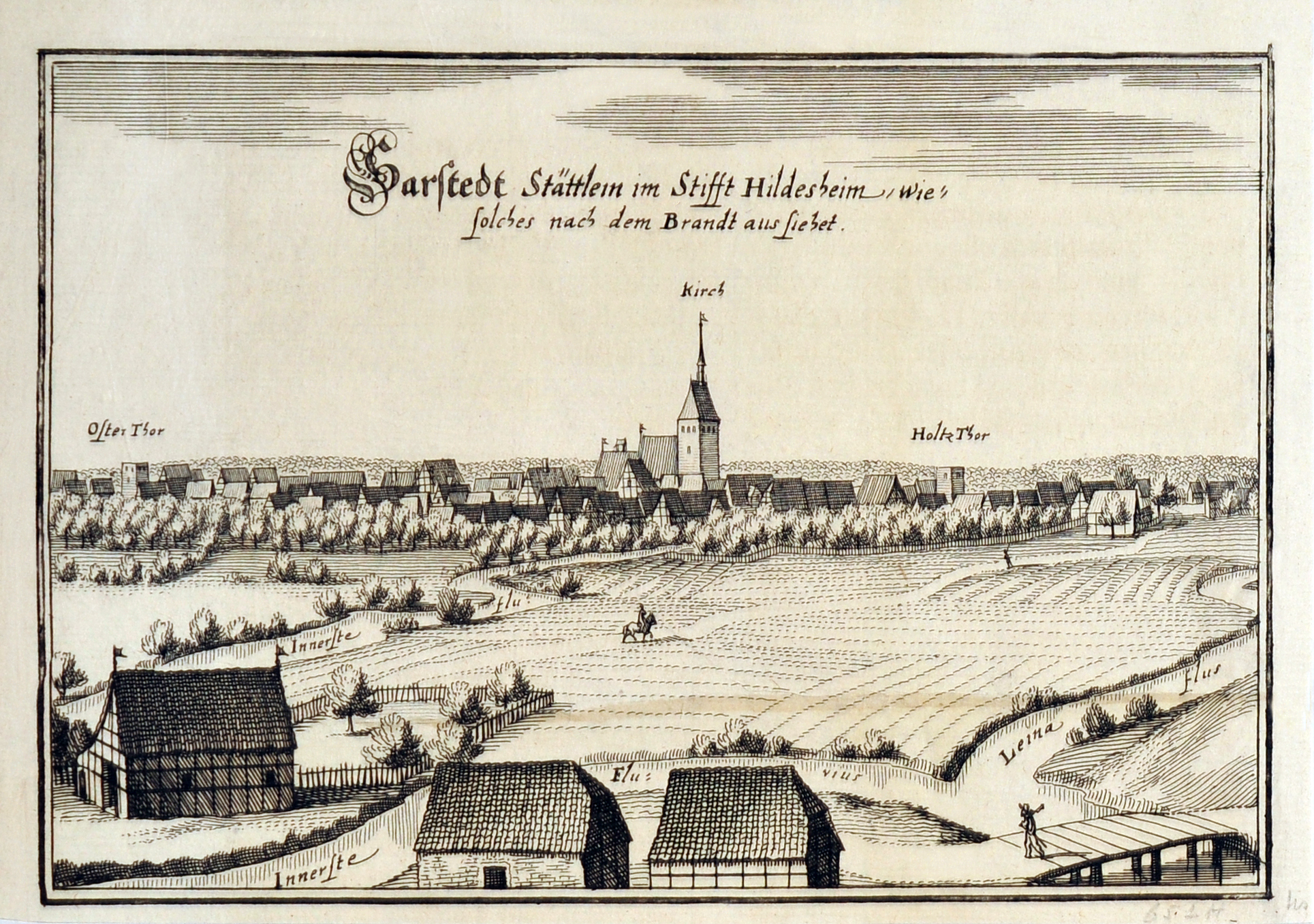
Dieser Kupferstich wurde von Matthäus Merian 1645 fertiggestellt. Der Betrachter blickt vom Zusammenfluss der Innerste und der Leine bei Ruthe von Norden nach Süden auf die Stadt Sarstedt. Zu dieser Zeit gab es nur den Kirchturm von St. Nicolai.

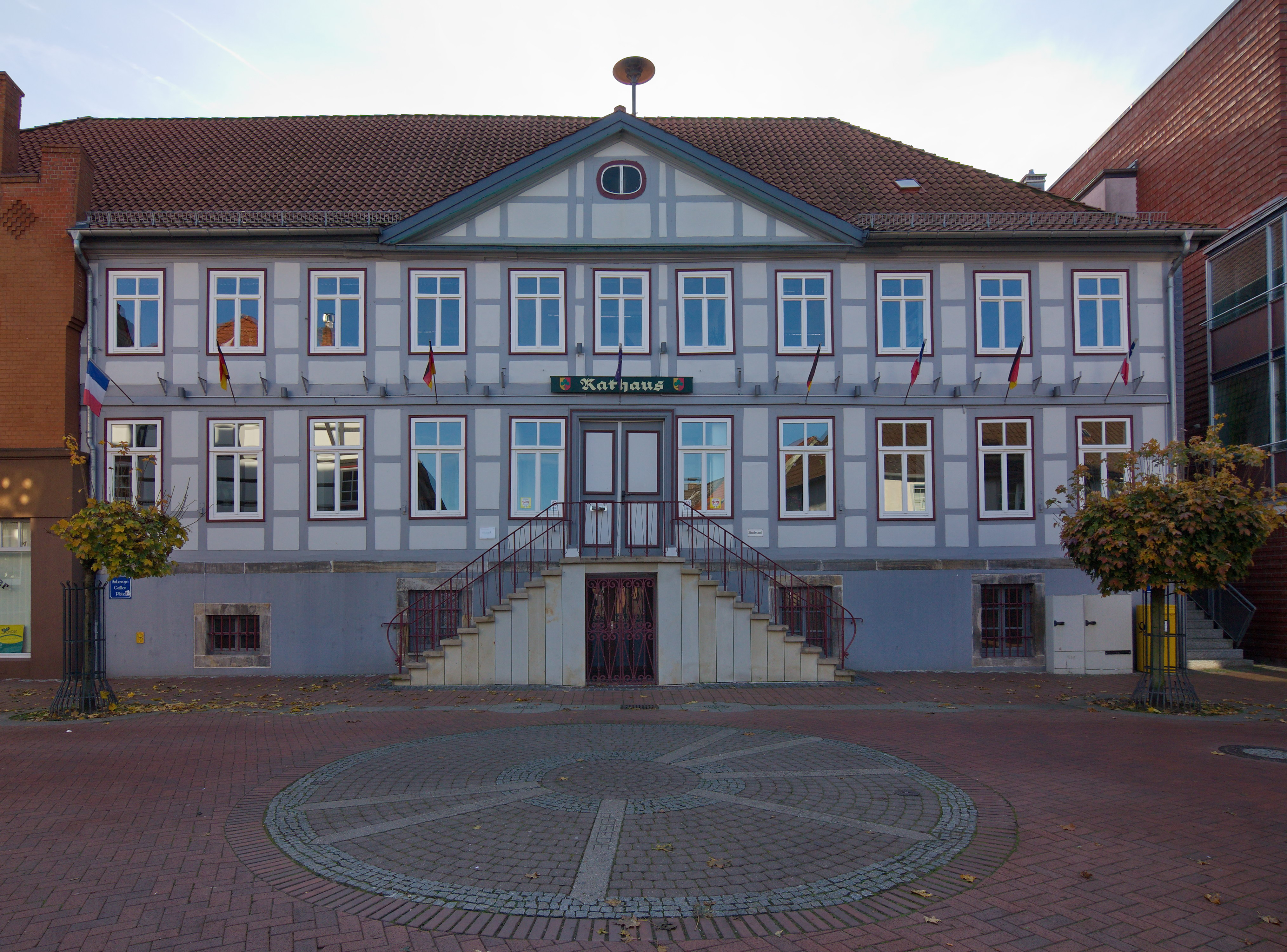
Rathaus in der Fußgängerzone

Zwischen 772 und 802 lag das heutige Gebiet Sarstedt in dem Einzugsbereich der sich über 30 Jahre hinziehenden Feldzüge der Franken unter Karl dem Großen gegen die seinerzeit noch heidnischen Sachsen (zwischen Nordsee und Harz, Rhein und Elbe). In Heisede sind im Jahr 2001 vor der Errichtung eines Gewerbeparks bei einer Rettungsgrabung Gräber altsächsischer Reiterkrieger mit Pferden gefunden worden. Sie stammen aus dem 8. Jahrhundert und fanden sich auf einem Flurstück, das seit altersher den Namen „Heidenkirchhof“ trägt. Die Funde weisen auffällige Parallelen mit jenen Funden auf, die den Beteiligten bei der Schlacht am Süntel (782) zugeschrieben werden. Bei der Notgrabung jenseits der Bundesstraße 6 auf Höhe des nördlichen Zubringers der B6 zwischen Heisede und Sarstedt-Nord wurden auch beigabenlose christliche (also fränkisch-karolingische) Gräber gefunden.
Seit Anfang des 9. Jahrhunderts ist nördlich von Sarstedt (vor Heisede gibt es noch den entsprechenden Straßennamen in Verlängerung zum östlichen Heidenkirchhof) die Wüstung Helperde (alt. Helperdun) urkundlich belegt (826–876), dass neben dem Bistum Hildesheim, das Michaeliskloster die Grafen von Wunstorf sowie das Kloster Corvey hier Ländereien besessen haben. Dem Ort entstammte zudem eine seit dem 12. Jahrhundert nachzuweisende adelige Familie. Die Wüstung muss noch bis 1458 als Ort bestanden haben, weil Sibert von Bolzum unter anderem „das Gericht über den Ort und den Rodungszehnt vom Hildesheimer Bischof zu Lehen erhielten“.
Die Rolle, die Sarstedt im 9. und 10. Jahrhundert im Hildesheimer Bistum spielte, ist von den archäologischen und überlieferten schriftlichen Quellen her nicht eindeutig. Doch wird es eine Furt an der Innerste und einen Marktflecken schon gegeben haben. Der alte Sarstedter Siedlungskern wird sich zunächst im Bereich des „Alten Dorfs“ (1279 Altendorp) als Grundbesitz des Hildesheimer Domkapitels entwickelt haben, das ist jener östliche Stadtteil oberhalb der unweit der alten Mühle (heute Mühle Malzfeldt), Mündung des Bruchgrabens in die Innerste zwischen Festplatz und Hildesheimer Straße.
Zu den frühesten schriftlichen Quellen, die auf das Gebiet Sarstedt hinweisen, gehört eine Quelle aus dem Jahr 993. Das war zu einer Zeit, da Bernward noch vor seinem Amtsantritt als Bischof in Hildesheim (Januar 993) in seiner Eigenschaft als treuer und von diesem geachteter Lehrer König Ottos III. eine Streitfrage über die Stiftsgrenze elegant gelöst hatte. Er berief eine Kommission ein, um diese Grenze zwischen dem Hochstift Minden und Hildesheim, welche unterhalb von Hannover die Leine (bei Sarstedt) verließ. Diese Kommission für die Regulierung der Stiftsgrenze war ranghoch besetzt. Neben den Bischöfen Erp von Verden, Dodo von Münster, Friedrich zu Mainz und weltlichen Kommissarien auch 16 eidliche Zeugen aus der direkten Umgebung, darunter von den Ostfalen zwei Brüder aus Wennerde mit Namen „Thiedhard“ und „Oddo de Wongerdun“ (Wennerde (lat. Wongerdun (990), später Wengarde (um 1038)), war eine westlich von Sarstedt, jenseits des heutigen Bahnhofsgebäudes auf dem Wege nach Schliekum, gelegene Wüstung, die mit der Erteilung der Stadtrechte im frühen 14. Jahrhundert in Sarstedt aufgegangen ist). Ebenfalls als Zeuge trat ein gewisser „Deddi de Rothun“ auf, offensichtlich ein Mann aus dem Ortsteil Ruthe, der in der lateinischen Quelle auch latinisiert auftritt.
Um das Jahr 1000 hatte der heute nördliche Ortsteil von Sarstedt, Ruthe, an der Mündung von Innerste und Leine schon eine befestigte Schutzanlage und bildete als Besitz des Bischofs von Hildesheim den nordwestlichen Grenzort des Gaues Astfala. Als kirchlicher Siedlungs- und damit auch Missionspunkt wird Sarstedt (Kertzstadensis) zum ersten Mal im Jahr 1075 und im Vergleich mit dem älteren Missionsstützpunkt Elze lobend erwähnt. Sarstedt liegt auf einem alten Handelsweg, dem Hellweg vor dem Santforde, der im Mittelalter die Bistümer Minden und Hildesheim verbunden hatte.
Dass Stift Hildesheim war von 1150 bis 1450 der Raum in der norddeutschen Tiefebene, in dem man sich nicht den Braunschweiger Geschlecht der Welfen beugen musste, da die „Lehnshoheit des Hildesheimer Bischofs (…) hier keine gesonderten Grafschaften“ zuließ.
Seit 1200 wird die Stadt Sarstedt sich zwischen der vermutlich bei St. Nicolai gelegenen Kirche und der Bischofsburg ausgebreitet haben. Die Lage der ursprünglichen Burg wird auf dem Areal vermutet, das heute die untere Steinstraße, die Burgstraße, die Weichsstraße und die Innerste eingrenzen (heute das Gelände des Hallen- und Schwimmbades mit Parkplatz). Denn dieser Bereich liegt nur wenige Schritte von der Innerstebrücke und dem westlichen Stadttor (Holztor) entfernt. Die Bischofs- oder Retburg (später auch Rietburg oder Rittburg im Besitz derer v. Alten) hatte von Anfang an die Aufgabe, das bischöfliche Hildesheimer Land gegen die Welfen im Westen, den Leineübergang bei Ruthe und die Innerstefurt bei Sarstedt zu schützen. Der bischöfliche Hof wird unter dem Hildesheimer Bischof Siegfried I. in dessen letztem Amtsjahr 1221 erstmals urkundlich erwähnt (also noch vor der eigentlichen Stadtgründung). Der ursprünglich errichtete Hoftyp frühkarolingischer Zeit wird auch Villikation genannt. Ein Herren- oder Fronhof (lat. curtis) mit umfangreichem, selbst bewirtschafteten Landbesitz (Salland, lat. terra salica) wurde hier mutmaßlich betrieben, und um diesen Fronhof gruppierten sich kleinere Bauernstellen (Hufen, lat. mansi), die vom Grundherrn ausgegeben und von den Bauern bewirtschaftet wurden.
Der Hof des Bischofs von Hildesheim muss vor 1221 als Lehen gewissermaßen verpachtet gewesen sein, da die damaligen Besitzer, die Brüder Basil und Lippold von Escherde als bischöfliche Ministeriale Vogteirechte (im Auftrage des Hildesheimer Bischofs) in Sarstedt wahrgenommen haben. Es war Bischof Konrad II., der gewissermaßen als Verpächter in der Nachfolge Siegfrieds I. (bis 1221) den von diesen Vögten an diesem Ort errichteten Turm zwischen 1222 und 1225 niederreißen ließ (villa Schirstede, 1225–1247). Offenbar hatten sie ohne bischöfliche Einwilligung gehandelt und diesen Turm erbaut, oder aber der neue Bischof wollte sie seine Macht spüren lassen. Zwei Jahrzehnte später wird unter dem gleichen Bischof Konrad II. Bodo von Gleidingen als bestellter Amtmann dieser Burg (in castro Chyarstede) an der Innerste erwähnt. Herzog Albrecht von Braunschweig eroberte die Burg 1256 und brannte sie während der Regierungszeit Ottos I. um 1279 nieder. In einem Vertrag vom 10. Dezember 1283 konnte deshalb auch von einem „von dem Bischofe zu erbauenden Schloss Sarstedt“ die Rede sein.
1485 wurden Burg und Stadt Sarstedt in den Kämpfen des Bischofs gegen die Stadt Hildesheim erneut zerstört. Von daher wird die Retburg auch mit dem Weichsschen Hof (1724–1752) in Verbindung gebracht, dessen Rudimente samt zweiteiliger Eremitage an der Steinstraße erst zu Beginn der 1970er Jahre neueren Vorhaben gewichen sind und dessen Wiederaufbau seit einigen Jahren zur Debatte steht.

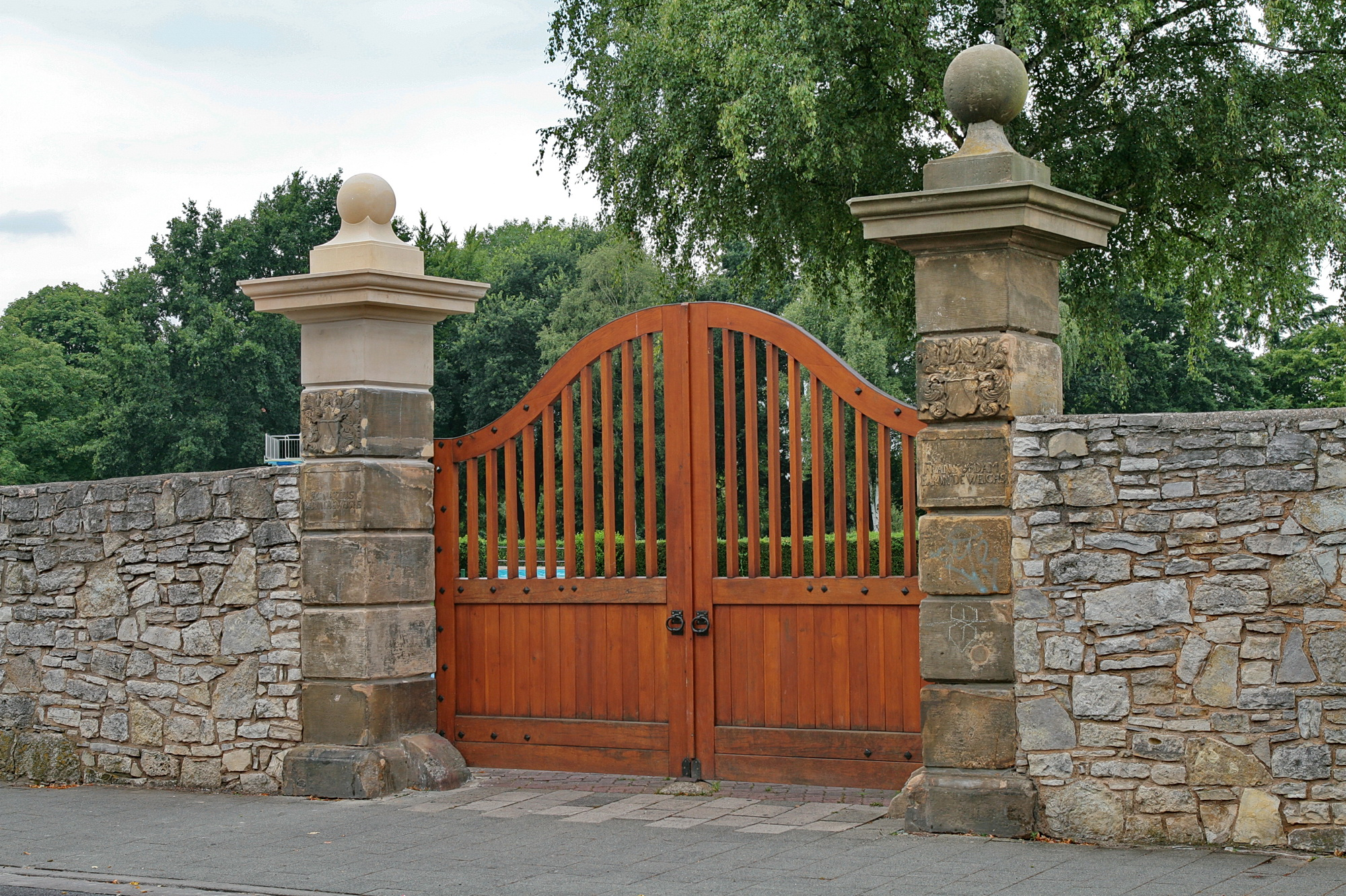
Vom Weichsschen Hof sind nur die Säulen des Portals erhalten mit in Stein gehauenen Wappen des Adelsgeschlechts derer von und zu Weichs

Das Geschlecht aus bayerischem Uradel stammt aus dem gleichnamigen Ort Weichs im bayerischen Landkreis Dachau. Das Familienwappen derer „von Weichs zur Wenne“ gründet stilistisch auf dem Wappen der Stadt (Schild unten in der Mitte)

Der älteste Siedlungskern des Ortes befindet sich mutmaßlich im Bereich der evangelisch-lutherischen Kirche St. Nicolai (Der Vorgängerbau wurde zwischen 1038 und 1044 gestiftet und mit einem Zehnt als Einnahmequelle ausgestattet, der zuvor der Kirche in Elze zugestanden wurde.), die sich auf einer Anhöhe befindet, oberhalb des „alten Dorfes“ und der nahe gelegenen Vereinigung des Bruchgrabens mit der Innerste sowie südwestlich der Mühle, die 1302 erstmals erwähnt wird und seit dem frühen 14. Jahrhundert zum Tafelgut (Mensal- oder später Kammergut) des Bischofs in Hildesheim gehörte.
Der heutige Bau von St. Nicolai geht auf das Jahr 1457 zurück. Nicht bewiesen ist, dass Sarstedt bereits vorher an gleicher Stelle eine Steinkirche von Thietmar, dem Nachfolger des heiliggesprochenen Hildesheimer Bischofs Godehard, in dessen Amtszeit (1038–1044) gestiftet worden war. Auf jeden Fall war die erste Mühle vor St. Nicolai an jenem Ort entstanden, wo die Innerste früher eine Flussinsel gebildet und von daher ideale Bedingungen für einen natürlich geschützten Mühlenbetrieb geboten hatte.
Schon früh war Sarstedt das Objekt streitender politischer Kräfte. Mitte des 13. Jahrhunderts (1254) wurde die Asseburg vom Herzogtum Braunschweig-Lüneburg durch Albrecht den Großen drei Jahre lang vergeblich belagert. Gunzelins ältester Sohn Burchard (Busso), der sich „von der Asseburg“ nannte, hatte sie hartnäckig verteidigt. Der Hildesheimer Bischof Heinrich betrachtete den drohenden Übergang des Ländchens an das Welfenhaus wie seine eigene Angelegenheit und nahm Partei für Asseburg. Im Jahr 1255 brach die Fehde offen aus, deren Ergebnis war, dass Albrecht neben der gegnerischen Feste Wolfenbüttel, die Asseburg sowie ein Jahr später auch im Hochstift Hildesheim die Orte Sarstedt und Rethen 1256 erobern konnte.
Sarstedt wurde zur Stadt um das Jahr 1296, als Sarstedt von Bischof Siegfried II. (1279–1310) territorial erweitert wurde; denn nach der Einbeziehung der älteren Dörfer oder Siedlungen „Wennerde und Helperde“ traten die Stadtrechte in Kraft. Vermutlich gingen mit der prosperierenden materiellen Bedeutung von Sarstedt seit dem 12./13. Jahrhundert auch die verstärkten baulichen Anstrengungen der Sicherung der Stadt einher, allem voran die Errichtung von Stadtmauer, Wall und Graben sowie der Bau der beiden Stadttore „Ostertor“ (im Osten) und „Holztor“ (im Westen vor der Innerste-Brücke).
Als Stadt erstmals erwähnt wird Sarstedt in einer Urkunde in einer Aufzählung mit anderen Ortschaften wie Braunschweig, Goslar oder Hildesheim im Jahr 1339 (31. Januar). Für 1250 ist ein Leutpriester oder Pfarrer (lat. plebanus) belegt, 1258 wird in einer Urkunde ein Sarstedter Bürger benannt. Ab 1319 wird Sarstedt als civitas bezeichnet, 1327 ist der Ort als Archidiakonatssitz verbürgt, und von 1428 stammt das erste Siegel der Stadt. Wiederholt wurde die Stadt zerstört und musste mühsam wieder aufgebaut werden: zuerst 1283, nach der Großen Fehde 1485, der Hildesheimer Stiftsfehde 1521, 1556, 1580, 1716 und 1798.
Mitte des 14. Jahrhunderts muss indessen der Ort Sarstedt für die Führung des Sarstedter Klerus einen sehr beständigen und treuen Eindruck gemacht haben, da die Geistlichkeit in Hildesheim mit der Stadt in Konflikt geraten war. Rat und Domkapitel traten sich feindselig gegenüber und man erwog, die Residenz nach Goslar oder auch nach Sarstedt zu verlegen, weil man Gewalttaten der Hildesheimer Bürgerschaft befürchtete. Hinzu kam, dass Karl IV. dem Hildesheimer Bischof 1374 die „Einrichtung eines Freigrafenstuhls“ gestattet hatte. 1395 entschied der bischöfliche Gograf „auf dem Hassel“ die zivilen Streitfälle innerhalb der Bürgerschaft.

## Frühe Neuzeit und Reformation

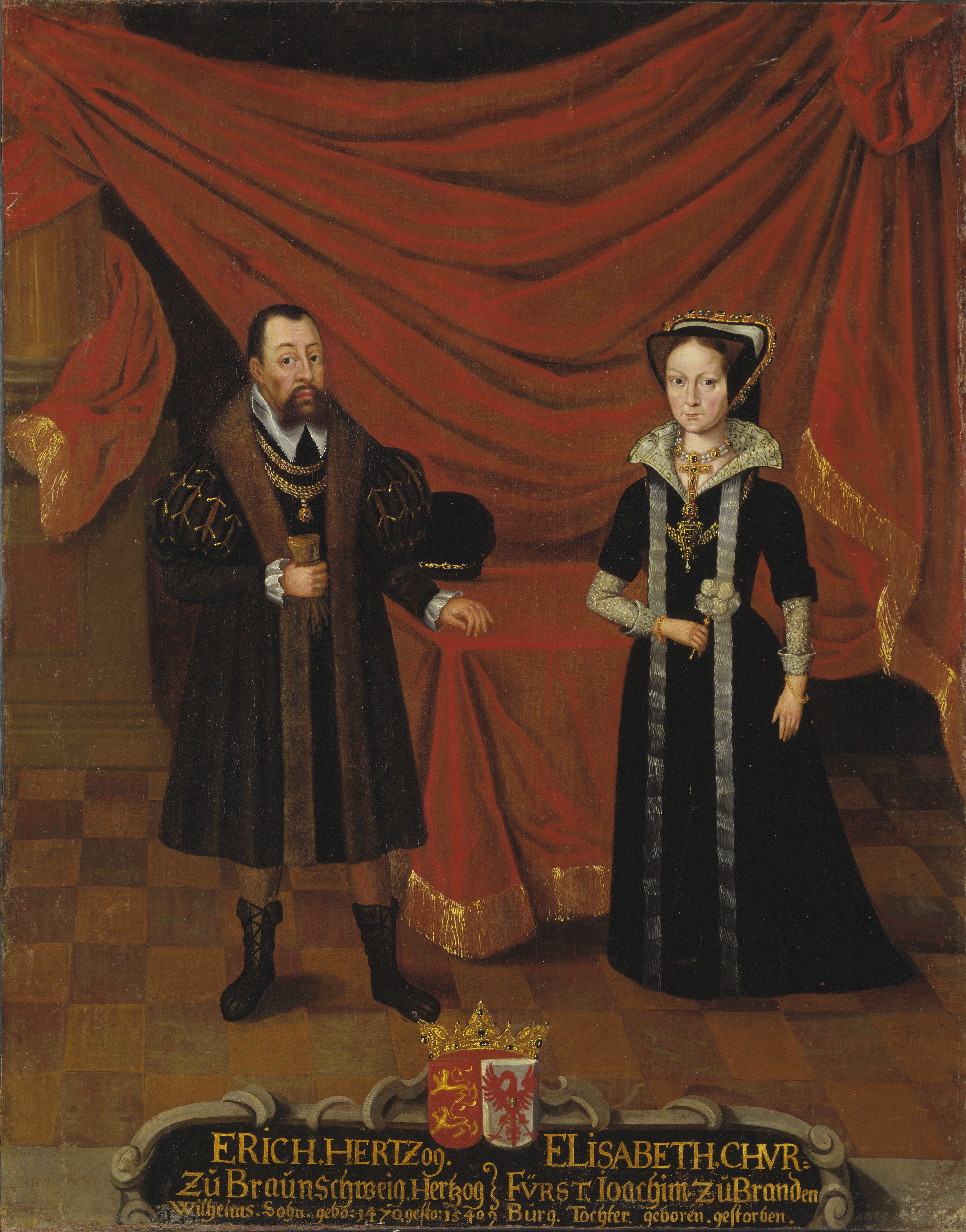
Herzog Erich I. mit seiner zweiten Frau Elisabeth, die nach seinem Tod die Reformation Luthers auch in Sarstedt durchgesetzt hatte

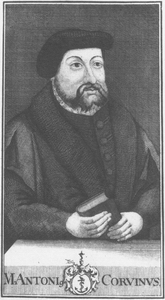
Der Reformator und Verfasser der Calenberger Kirchenordnung, Anton Corvinus, 1501–1553

Im 13. und 14. Jahrhundert erlebte Sarstedt unter Hildesheimer Landesherrn, den Fürstbischöfen des Stifts, eine weitgehend friedliche Zeit. Einen Einschnitt stellte hingegen die unter Bischof Magnus eingerichtete Zollstation in Sarstedt dar. Diese Zollstation sorgte für Unmut, da im Stift Hildesheim über einen längeren Zeitraum Zollfreiheit bestanden hatte. Die Hildesheimer Bischofschronik beziffert für den Zeitraum von 168 Jahren (von 1412 bis 1580) allein fünf Brandschatzungen oder natürliche Feuersbrünste, die Sarstedt in seiner Entwicklung zurückgeworfen haben (29. Januar 1412: Brand bis auf den Grund mit vielen Todesopfern; 23. September 1485: Große Fehde, bei der Sarstedt mit Feuerkugeln völlig zerstört wurde; 1522: Hildesheimer Fehde, bei der Leute aus Braunschweig und Hannover die Stadt geplündert und zahlreiche Häuser niedergebrannt haben; 1556: Brannte nach Einbringung der Ernte Mittwoch nach Michaelis die ganze Stadt nieder; und vom 8. September 1580 berichtet die Bischofschronik: ist Sarstedt zum fünfftenmahl von Grund aus verbrannt, daß nichts als die Kirche, und der Friesen- und der Barner Höfen stehen geblieben. Des letztern grossen Brandes, welcher anno 1716. fast die gantze Stadt Sarstedt abermals in die Asche gelegt, hier nicht zu gedencken).
| Jahr         | Einwohner                             |
| ------------ | ------------------------------------- |
| 1593         | 131                                   |
| 1654         | 1.012                                 |
| 1785         | 1.134 (e-l:?; r-k:?; j:?)             |
| 1786         | ? (e-l:?; r-k:?; j:3 Familien)        |
| 1833         | 1.223 (e-l:?; r-k:?; j:36)            |
| 1848         | 1.469 (e-l:?; r-k:?; j:36)            |
| 1855         | 1.579                                 |
| 1861         | 1.701 (e-l:?; r-k:?; j:82)            |
| 1862         | 1.520                                 |
| 1864         | ? (e-l:?; r-k:?; j:85)                |
| 1865         | 1.694 (e-l:?; r-k:?; j:85 (1864))     |
| 1867         | 1.695                                 |
| 1871         | 1.753 (e-l:?; r-k:?; j:71)            |
| 1885         | 2.455 (e-l:?; r-k:?; j:54)            |
| 1890         | 2.768 (e-l:2.173; r-k:595; j:34)      |
| 1895         | 3.195 (e-l:?; r-k:?; j:43)            |
| 1900         | 3.664                                 |
| 1903         | 3.664                                 |
| 1904         | 3.932                                 |
| 1905         | 4.147 (e-l:?; r-k:?; j:21)            |
| 1910         | 4.645 (e-l:3.522; r-k:1.093; j:30)    |
| 1916         | 4.373                                 |
| 1917         | 4.550                                 |
| 1919         | 4.803                                 |
| 1925a        | 5.002 (1. März); (e-l:?; r-k:?; j:18) |
| 1925b        | 5.093 (e-l:?; r-k:?; j:18)            |
| 1925c        | 5.106 (16. Juni)                      |
| 1927         | 5.169                                 |
| 1928         | 5.260 (31. Dez.)                      |
| 1930         | 5.292                                 |
| 1933a        | 5.472                                 |
| 1933b (Juni) | 5.415 (e-l:?; r-k:?; j:10)            |
| 1936         | 5.710                                 |
| 1938a        | 5.806 (1. Jan.)                       |
| 1938b        | ca. 6.000 (31. Dez.)                  |
| 1939 (Mai)   | 5.744 (e-l:?; r-k:?; j:5+121)         |
| 1945         | 8.500                                 |
| 1949         | 9.797 (1. Okt.)                       |
| 1961         | 10.196                                |
| 1970         | 13.420                                |
| 1972         | 13.500                                |
| 1999         | 17.805                                |
| 2010         | 18.551                                |
| 2014         | 18.626                                |
| 2018         | 19.478                                |

Auszug aus der Hildesheimer Bischofschronik von 1740 mit der Beschreibung der Zerstörungen Sarstedts durch Brände und Brandschatzungen während dreier Jahrhunderte (1412–1716)

Einwohnerentwicklung von Sarstedt von 1593 bis 2014 nach nebenstehender Tabelle

Mitte des 14. Jahrhunderts sind für Sarstedt erstmals auch Einwohner jüdischen Glaubens belegt. (Zahlen jüdischer Einwohner, s. unten links: Tabelle 1).
Am 4. August 1503 hielt der neu gewählte Bischof und Landesherr, Johann IV. von Hildesheim von Sarstedt kommend seinen Einzug in Hildesheim. Doch in seiner Zeit brach die Hildesheimer Stiftsfehde (1519) aus. Sarstedt ging ein weiteres Mal in Flammen auf. Zunächst schien es, dass Johann IV. nach der Schlacht bei Soltau (1519) den Sieg davontragen werde. Dass aber ein militärischer Erfolg nicht so wichtig ist wie der politische, zeigt sich auch daran, dass das „große Stift“ nach dem Quedlinburger Rezess trotz dessen militärischer Niederlage in die Obhut des Herzogs von Calenberg, Erich I. von Calenberg-Göttingen am 13. Mai 1523 kam. Hildesheim musste seine Besitzungen Gronau, Wohldenstein und Sarstedt abgeben. In der Schlacht bei Soltau noch unterlegen, gelang es Erich I. jedoch durch einen Schiedsspruch Kaiser Karls V. zu obsiegen und damit die größeren Teile des Hochstifts seiner Herrschaft hinzuzufügen. Sarstedt wurde welfisch und dem Amt Coldingen (OT von Pattensen, 13 km von Sarstedt) unterstellt.
Drei Jahre vor dem Tod Luthers 1546 hielt in Sarstedt die Reformation um die Jahreswende 1542/43 Einzug. 1542 entstand eine von der Landesherrin Elisabeth in Auftrag gegebene und von Corvinus entwickelte (auch als Kirchenordnung Elisabeths bekannte) Calenberger Kirchenordnung für ganz Calenberg-Göttingen verfasst und nach der gründlichen Kirchenvisitation (17. November 1542 bis 30. April 1543), an der Elisabeth persönlich teilnahm, dekretiert. Eine Klosterordnung vom 4. November 1542 regelte die evangelische Umgestaltung der Klöster. 1544 wurde zusätzlich eine Hofgerichtsordnung erlassen, um auch die Rechtsverhältnisse im Lande zu ordnen. Zur Untermauerung ihrer Entschlossenheit verfasste die Fürstin eigenhändig zahlreiche geistliche Lieder sowie einen Sendbrief an ihre Untertanen, welcher diese im Glauben stärken sollte.
Während der Wirren des Dreißigjährigen Krieges gerieten die verschiedenen Kombattanten auch bei Sarstedt vermehrt aneinander: Am 12. Oktober 1625 verlangte ein dänischer Oberst mit seinen protestantischen Truppen nach Proviant. Drei Tage später der feindliche Generalissimus, der sein Hauptquartier in Mahlerten aufgeschlagen hatte, um die Burg Calenberg zu bezwingen. Sieben Jahre später überschritt für den Entsatz (eine militärische Operation) des Steuerwaldes die Kavallerie des Generals Lintlo die Leine bei Poppenburg, wurde aber von den Lüneburgischen Truppen unter der Führung von Herzog Georg bei Sarstedt besiegt. Neun Jahre später trafen am 9. Juli 1634 kaiserlich-katholische Truppen zur Verteidigung Hildesheims „am Hülpersberge“ bei Sarstedt (heute „am Kipphut“) mit der Belagerungsarmee zusammen und wurden von dieser vernichtend geschlagen. Am Abend standen die Sieger erneut vor Hildesheim, das sie zuvor lange belagert hatten. Als sich Franzosen und Schweden auf deutschem Boden über 13 Jahre (1635–1648) bekämpften, hatten die Schweden an der Mündung der Innerste in die Leine (im Sarstedter Ortsteil Ruthe) ihr Lager sieben Jahre später vorübergehend aufgeschlagen (September 1641). Die Schweden und die Lüneburger Truppen lagerten bei Sarstedt unter dem „Hülpersberge“, die Gegner bei Groß Lafferde. Im Jahr 1673 war Sarstedt einmal mehr Verhandlungsort von Oberkommandierenden gegnerischer Truppen gewesen. Gegen Ende des 16. Jahrhunderts wurden in Sarstedt 131 Bürger (dazu neun Schutzbefohlene und drei Sattelhöfe) gezählt (1593).
1653–1815 war der Ort wieder Teil des Bistums Hildesheim, bevor die Stadt zusammen mit dem Bistum zum Königreich Hannover kam.
In dieser Zeit 18. Jahrhundert wurde von Sarstedt bekannt, dass hier Adelige aus Friesland und Mecklenburg eigene Anwesen unterhalten. In der größten Enzyklopädie dieser Zeit heißt es „Etliche von Adel, als die Friesen und Barner“, hätten hier „freye Burghöfe“ besessen.
Bis zum Anschluss an das neuzeitliche Massenverkehrsmittel Eisenbahn Mitte des 19. Jahrhunderts wird Sarstedts Lage an einer durch Zoll und Brücke passierbaren Flussüberquerung große Bedeutung in Nachschlagewerken beigemessen.

## Neuere Geschichte
Während der Zeit der französischen Besetzung (1807 und 1813) gehörte Sarstedt zum Departement der Oker (mit Hauptstadt Braunschweig) als Teil des Königreichs Westphalen, das nach dem Frieden von Tilsit (7. und 9. Juli 1807) entstanden war. König war Jérôme Bonaparte, ein Bruder Napoleon Bonapartes. Vom Departement der Oker kamen drei Kantone aus dem bisherigen Distrikt Hildesheim, Elze (der Teil auf dem linken Leine-Ufer) Sarstedt und Algermissen, zum Departement der Aller (ab 1. September 1810).
Von 1815 bis 1866 gehörte Sarstedt zum Königreich Hannover, ab 1866 zur preußischen Provinz Hannover. Um 1850 war Sarstedt eine Stadt im Amtsbezirk Ruthe des Fürstentums Hildesheim (ohne die Mühle und die Mühlenstraße, die calenbergisch verwaltet wurden) samt den Gerichtsplätzen Gogericht, Stadtgericht und Landgericht. Sarstedt erlangte 1852 den Status einer Titularstadt und somit eine gewisse amtliche Eigenständigkeit; die Gerichtsbarkeit ging erst 1859 vom Amt Ruthe auf das Amtsgericht Hildesheim über. Seinerzeit wurde im Umland der Stadt vor allem Flachs (für die Herstellung von Leinen) angebaut, das vom Mittelalter bis ins 19. Jahrhundert neben Hanf, Nessel und Wolle die einzige Textilfaser war.
Sarstedt hatte bereits Mitte des 19. Jahrhunderts einen Bahnhof, einen Halt an der Hannöverschen Südbahn, deren Abschnitt Hannover-Alfeld 1853 eröffnet wurde. 1890 hatte Sarstedt 2.768 Einwohner, darunter – wie es im seinerzeitigen Brockhaus hieß – „561 Katholiken und 34 Israeliten“.

## Neueste Geschichte und Zeitgeschichte

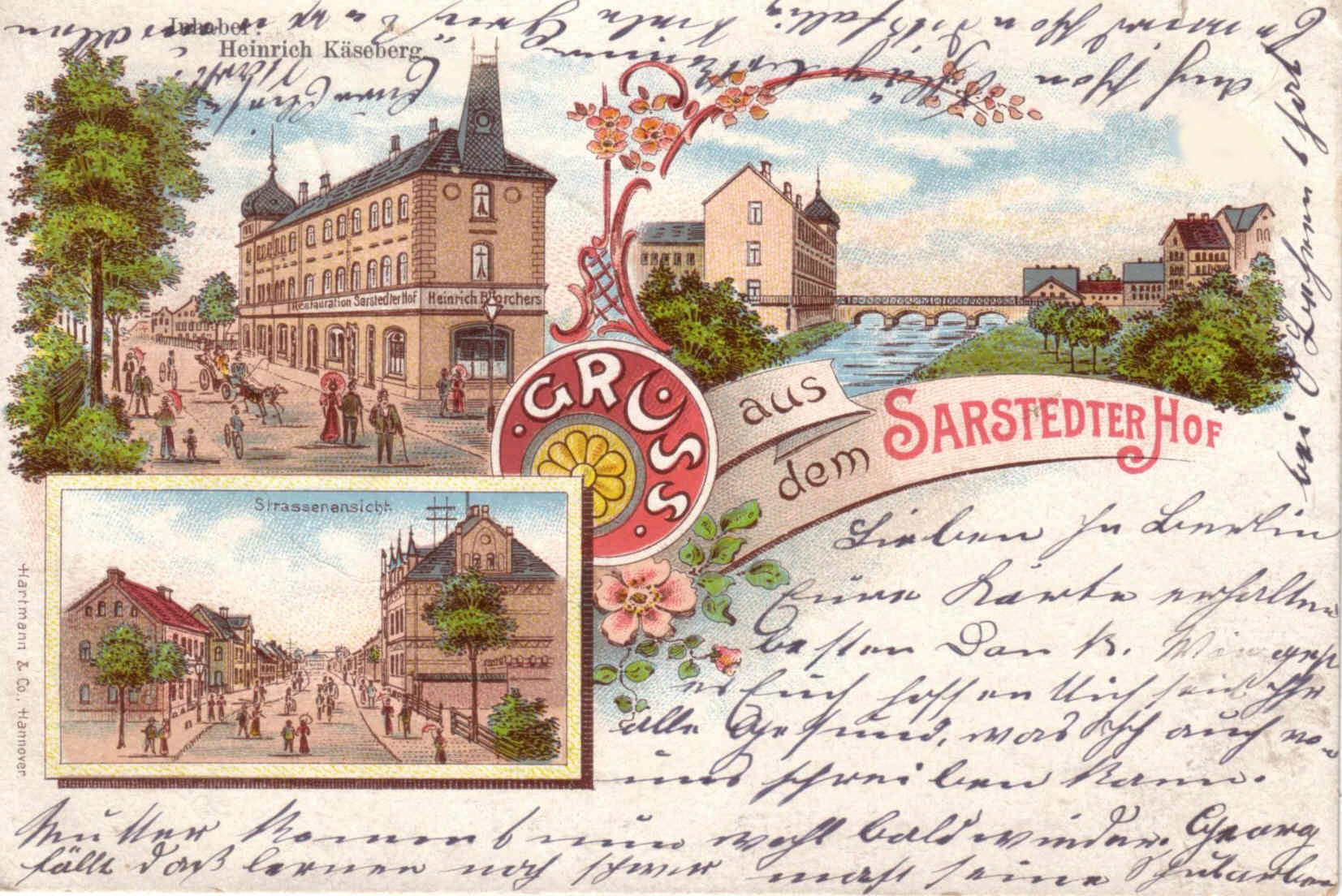
Die 1893 neu erbaute „Restauration Sarstedter Hof“ vor über 100 Jahren. Scherzhaft wurde er wegen der lauten Frösche am Dickebast auch „Poggenkrug“ genannt, Ansichtskarte um 1902

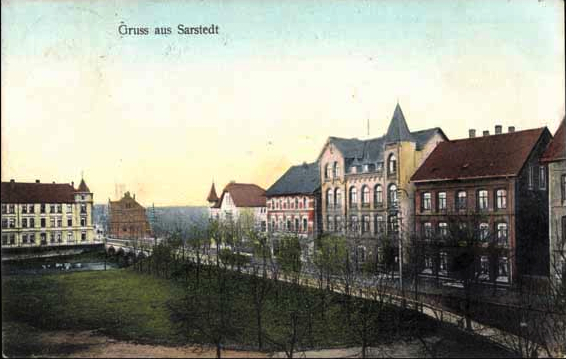
Anfang der Holztorstraße bei der „Maiwiese“ und „Dickebast-Brücke“, links der „Sarstedter Hof“, um 1906

Die Landwirtschaft und das Kleingewerbe prägte Sarstedt die meiste Zeit im 19. Jahrhundert. Sarstedt wurde 1852 Titularstadt, 1929 erhielt es den offiziellen Stadt-Status gemäß der seinerzeit gültigen preußischen Gemeindeverordnung.
Nach dem Bau der Bahnverbindung Hannover-Hildesheim mit einem Sarstedter Halt und dem Sarstedter Bahnhof entstand eine Seifen- und eine Lichterfabrik. Hinzu kam die Übernahme der bischöflichen Mühle durch den Kaufmann Ernst Malzfeldt 1854, der den Betrieb mit seinen Söhnen auch dank des neuen Transportmittels zur ersten Handelsmüllerei in Niedersachsen ausbauen konnte. Eine Schlosserei von 1844 bildete die Grundlage für eine Ofen- und Herdfabrik in den 1870er Jahren, die spätere Vosswerke AG, deren Belegschaft sich 1880–1914 von 100 Mitarbeitern in kaum 35 Jahren verzehnfachte. Die Vosswerke betrieben eigene Gleisanlagen, um ihre schweren Waren besser transportieren zu können. Auch waren nach 1850 bis 1900 zwei Zündholzfabriken in Sarstedt entstanden.
Nach dem Ersten Weltkrieg gab es in Sarstedt auch eine Zuckerfabrik, die aber nicht lange bestand. Angefangen mit 1800 entstanden bis 1850 sechs Ziegeleien in Sarstedt, von denen die Dachsteinfabrik Otto Gott GmbH noch heute besteht. Die Transfers der Stadt beziffern sich wie folgt: „1996 gab es in Sarstedt insgesamt 700 Betriebe mit 6000 Beschäftigten. 2500 Menschen pendelten zur Arbeit in den Ort ein, 4100 gingen ihrer Arbeit in Hannover oder Hildesheim nach“.
Von Mitte des 19. Jahrhunderts bis zum Ersten Weltkrieg hatte sich die Sarstedter Bevölkerung vervierfacht (von zirka 1500 auf 5700); nach dem Zweiten Weltkrieg hatte sie sich abermals verdoppelt. Dieser Zuzug war zum einen mit der Industrialisierung und der damit verbundenen wirtschaftlichen Prosperität verbunden. Obwohl eine kleine Stadt in der preußischen Provinz, konnte Sarstedt früh an der industriellen Entwicklung durch den Bahnanschluss teilnehmen. Auf der anderen Seite haben auch beide Weltkriege eine Bevölkerungsverschiebung durch Migration und Vertreibung zur Folge gehabt, die Sarstedt ein bedeutendes Wachstum seiner Einwohnerschaft bescherte.
Die durch den Bahnanschluss ermunterte Investitionsbereitschaft brachte zwangsläufig einen Bevölkerungszuwachs mit sich, und dieser eine Ausbreitung des Stadtareals. Eine signifikante Erweiterung der Baumasse erfuhr die Stadt in dieser Zeit zuerst jenseits der Innerste bis zu dem südlichen Stadtteil Giebelstieg. Ende der 1880er Jahre prosperierte nicht zuletzt wegen der durch den Bahnhof begründeten neuen Anziehungskraft als Verkehrsknotenpunkt das Holztorviertel, das Ende der 1880er Jahre gebaut wurde. Die Neubautätigkeit im Westteil der Stadt an der Holztorstraße und auf der so genannten Füllkuhle (Venedig, Schliekumerstraße, Querstraße) war seinerzeit besonders rege. Bis zur Jahrhundertwende war das von der Giesener Straße, den Vosswerken und dem Bahnhof begrenzte Gebiet bebaut.
Südlich der Vosswerke AG entstanden ab 1898 durch den „Gemeinnützigen Bauverein“ Wohnungen für den privaten Bedarf. Auf dem Dehnberg errichtete man 1938 20 Eigenheime, in den 1950er Jahren kamen um die 1200 neue Wohnungen hinzu. Weitere Siedlungen entstanden in den 1960er und 1970er Jahren auf den bis dahin landwirtschaftlich genutzten Flächen.
Zu Beginn des 20. Jahrhunderts gehörte Sarstedt im Landkreis Hildesheim zum Königreich Preußen im Deutschen Reich. Für erwähnenswert hielten zeitgenössische Nachschlagewerke das Telegraphenamt, die Zucker-, Kochherd- und Zündholzfabrik, die Eisengießerei, fünf Dampfziegeleien sowie zwei Dampfmühlen.

### Im Nationalsozialismus

#### Zwangsarbeiterlager Sarstedt
Zur Zeit der Volkszählung 1939 betrieb die Kemna-Lenz ein Zwangsarbeitslager mit ca. 120 aus Italien verschleppten Juden, die beim Bau einer Reichsstraße eingesetzt wurden.

### Nach 1945
Eine wichtige Rolle im Wirtschaftsleben im Kreis Sarstedt spielte seit Anfang des 20. Jahrhunderts der Kalibergbau, bei dem Kalisalze zur Herstellung von Dünger unter Tage abgebaut wurden. Beide unmittelbar zu Sarstedt gehörende Kalischachte „Glückauf-Sarstedt“ und „Siegfried-Giesen“ verfügten über eine Grubenanschlussbahn und dienten seit 1904/06 zahlreichen Sarstedter Familien mehreren Generationen als Einnahmequelle, bis sie beide 1987 geschlossen wurden. Unter den Sarstedter Kalikumpeln gab es nicht wenige Flüchtlinge und Vertriebene aus den Ostgebieten, mit den 1960er Jahren setzte die Zuwanderung der Gastarbeiter ein, unter denen nicht wenige in Sarstedt eine zweite oder eine neue Heimat gefunden haben.
Ende September 2015 wurde das ehemalige EDEKA-Logistikzentrum zur Flüchtlingsunterkunft.   Im Dezember kam es zu einem größeren Polizeieinsatz.
Nach dem russischen Überfall auf die Ukraine diente auch die Sporthalle des Gymnasiums vorübergehend als Sammelunterkunft.